# Mecynogea martiana
Mecynogea martiana là một loài nhện trong họ Araneidae.
Loài này thuộc chi Mecynogea. Mecynogea martiana được miêu tả năm 1958 bởi Archer.